# Ponte di Annibale (Cerreto Sannita)
Il ponte di Annibale o ponte delle pecore è un ponte sito sul corso del Titerno, nel comune di Cerreto Sannita in Campania.

## Leggenda

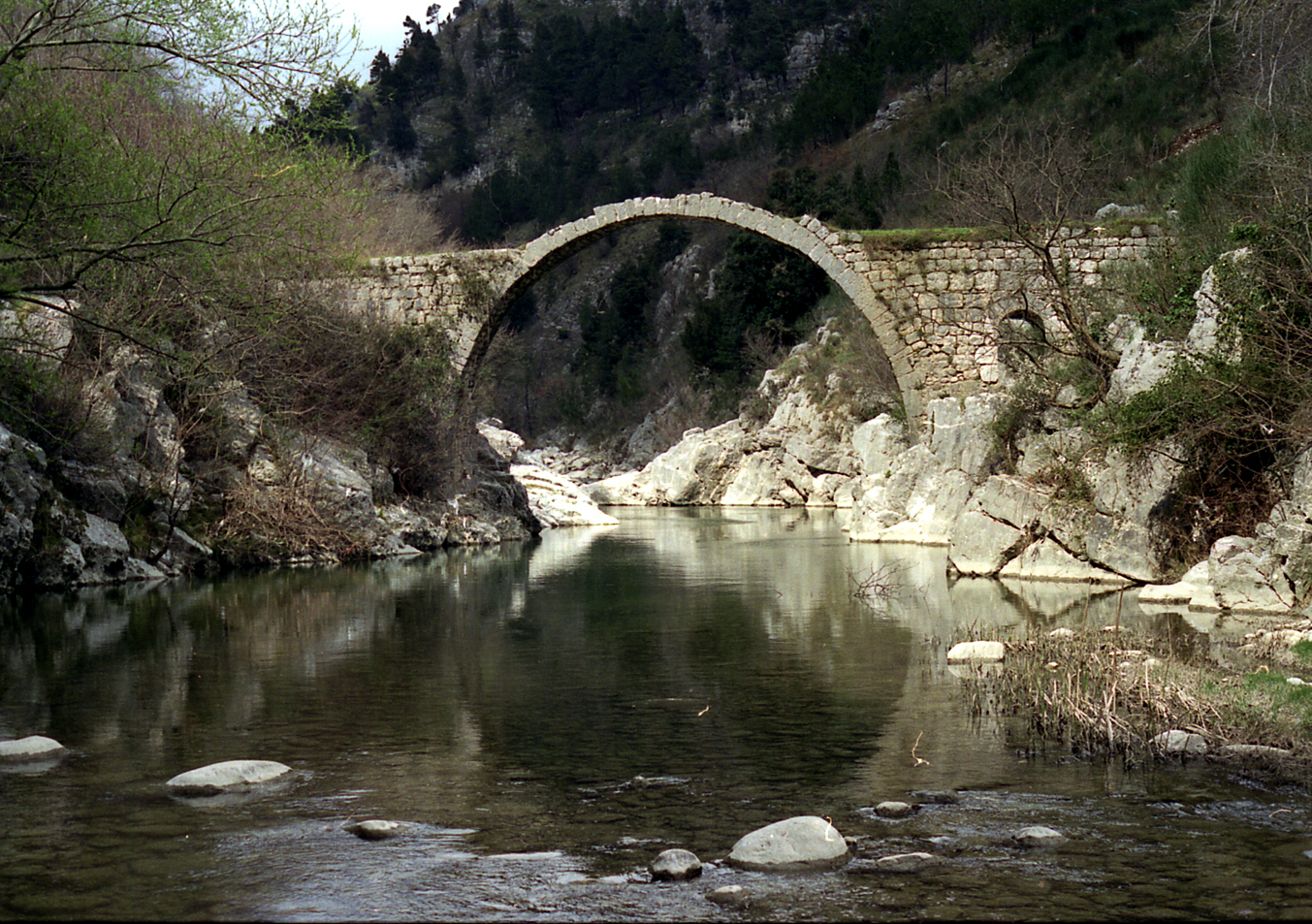
Il ponte come appariva prima del restauro del 2004

Secondo la leggenda sul ponte sarebbe passato il celebre condottiero cartaginese Annibale assieme ai suoi elefanti durante la discesa della penisola al tempo della seconda guerra punica per nascondere un suo bottino di guerra sul vicino monte Cigno.
La leggenda, nata all'interno della colta borghesia cerretese nel XIX secolo, ha assunto fin da subito un forte valore identitario per gli abitanti di Cerreto Sannita. La prima citazione in un libro di storia locale risale al 1912.
Il ritrovamento di alcune monete di epoca romana su monte Cigno nel 1951 ha rinforzato le pretese di coloro che ritengono veritiera la leggenda.
Sulla venuta di Annibale o meno in queste zone gli storici dell'antichità hanno opinioni controverse: Tito Livio narra che a toccare la Cominium Cerritum sannita fu Annone, generale di Annibale mentre Polibio dice che fu Annibale a passare per queste terre.

## Storia

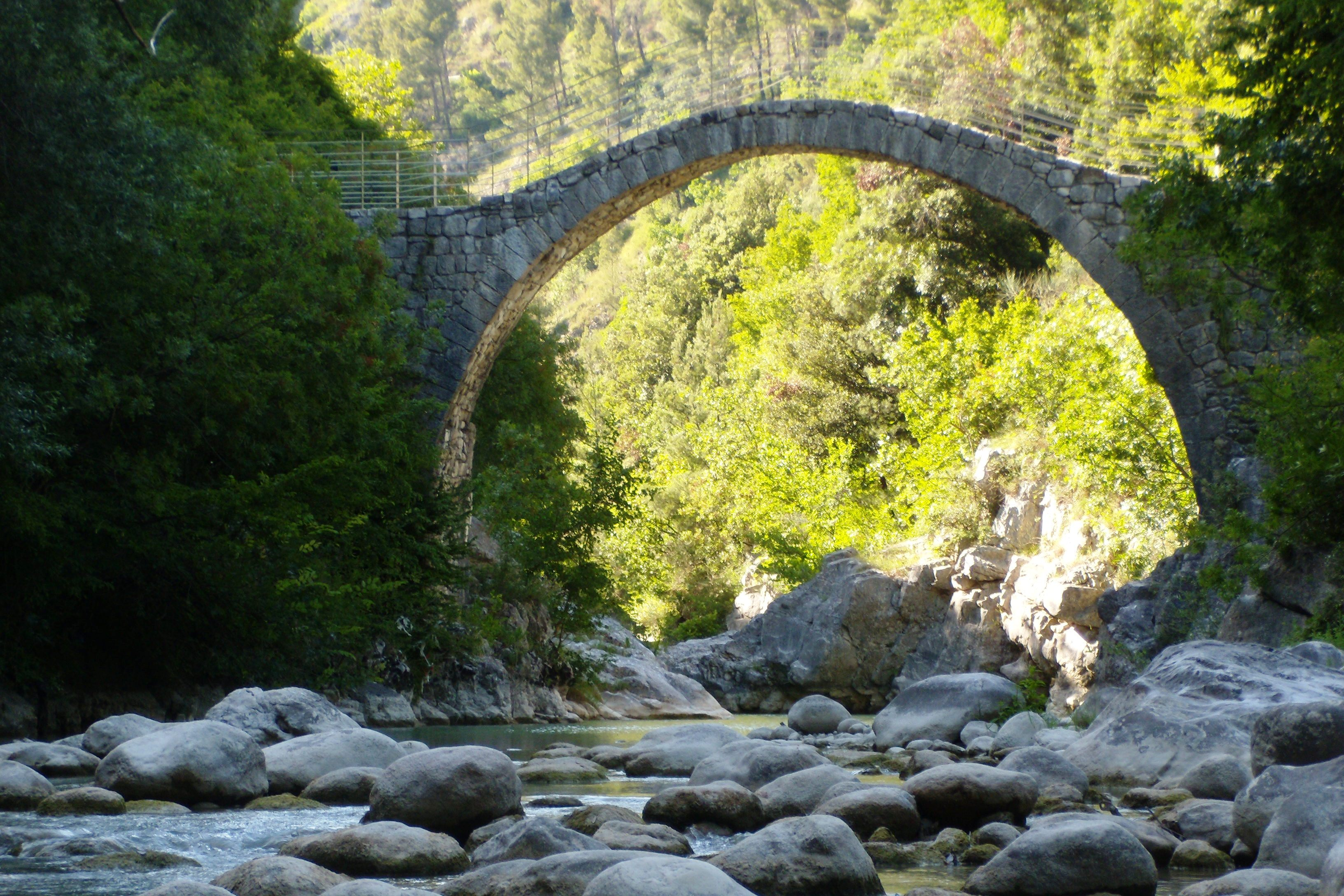
Il ponte fotografato dal corso del fiume Titerno

### Ipotesi di datazione
Circa la datazione del ponte sono state formulate numerose ipotesi dagli studiosi che spaziano dal periodo romano al periodo medievale.
Secondo alcune guide locali fu ristrutturato più volte specie dopo il terremoto del 5 giugno 1688 anche se "ha conservato nel corso dei secoli la sua fisionomia originaria".

### La scoperta del 2019
Nel 2019, durante gli studi promossi dalla Società operaia di Cerreto Sannita in occasione del bicentenario della nascita del fondatore di quel sodalizio Michele Ungaro, sono emersi documenti inediti che individuano come committente dell'attuale ponte di Annibale proprio l'allora regio delegato (commissario prefettizio) Ungaro. L'opera fu commissionata in sostituzione di un vecchio ponte di legno distrutto da una piena al fine di rendere più sicuro il passaggio delle pecore verso i pascoli di Monte Erbano. I contenuti di questa ricerca, accennati nell'antologia edita in conclusione delle manifestazioni del bicentenario, sono stati esposti più dettagliatamente in un saggio pubblicato nel 2020 all'interno di un annuario di storia locale.

## Descrizione

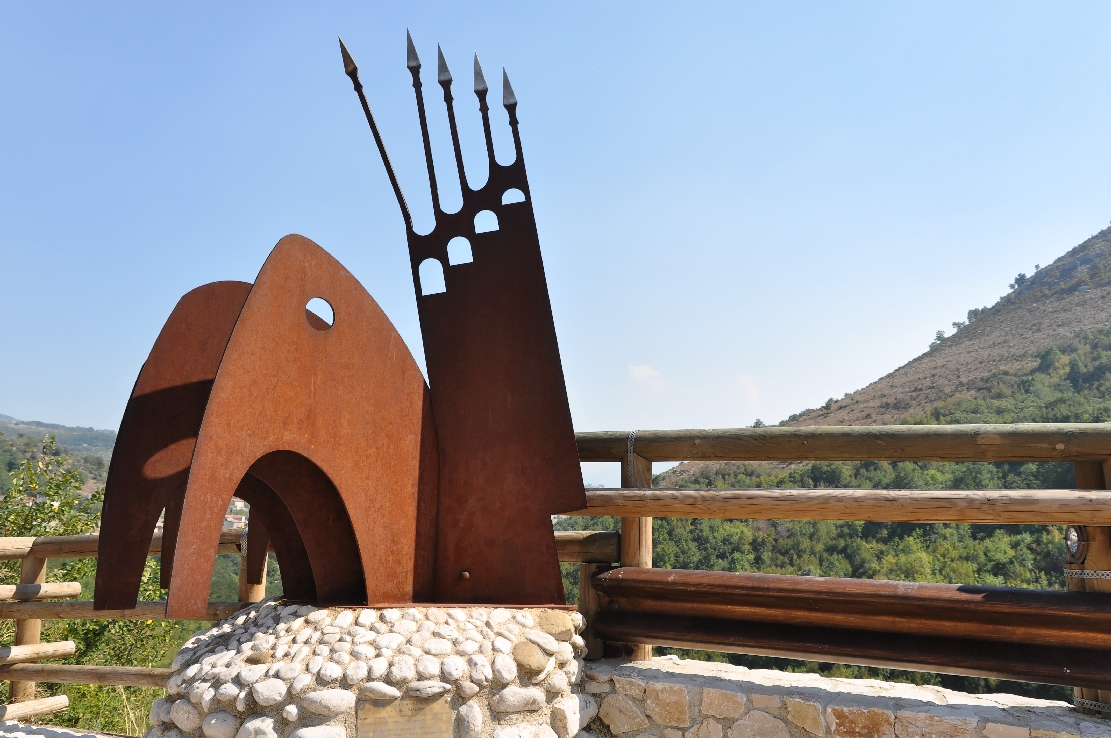
Il monumento moderno che segnala la strada per il ponte.

Lungo la strada provinciale Cerreto Sannita-Cusano Mutri un monumento in ferro del 2004 raffigurante alcuni elefanti e delle frecce (a ricordo del passaggio dell'esercito cartaginese) segna l'inizio della strada che porta al ponte.
Costruito interamente con l'uso di pietra locale, il ponte è costituito da una sola arcata a tutto sesto che sovrasta il corso del fiume Titerno. La struttura è lunga 13 metri, ha una larghezza di circa 1,50 metri e ha una luce di 9,15 metri.